# Telosticta tubau
Telosticta tubau – gatunek ważki z rodziny Platystictidae. Występuje endemicznie na Borneo. Został opisany w 2010 roku na podstawie dwóch okazów – samca (holotyp) i samicy (paratyp), odłowionych w 2008 roku w okolicach miasta Kapit w malezyjskim stanie Sarawak.